# Галатасарайский университет

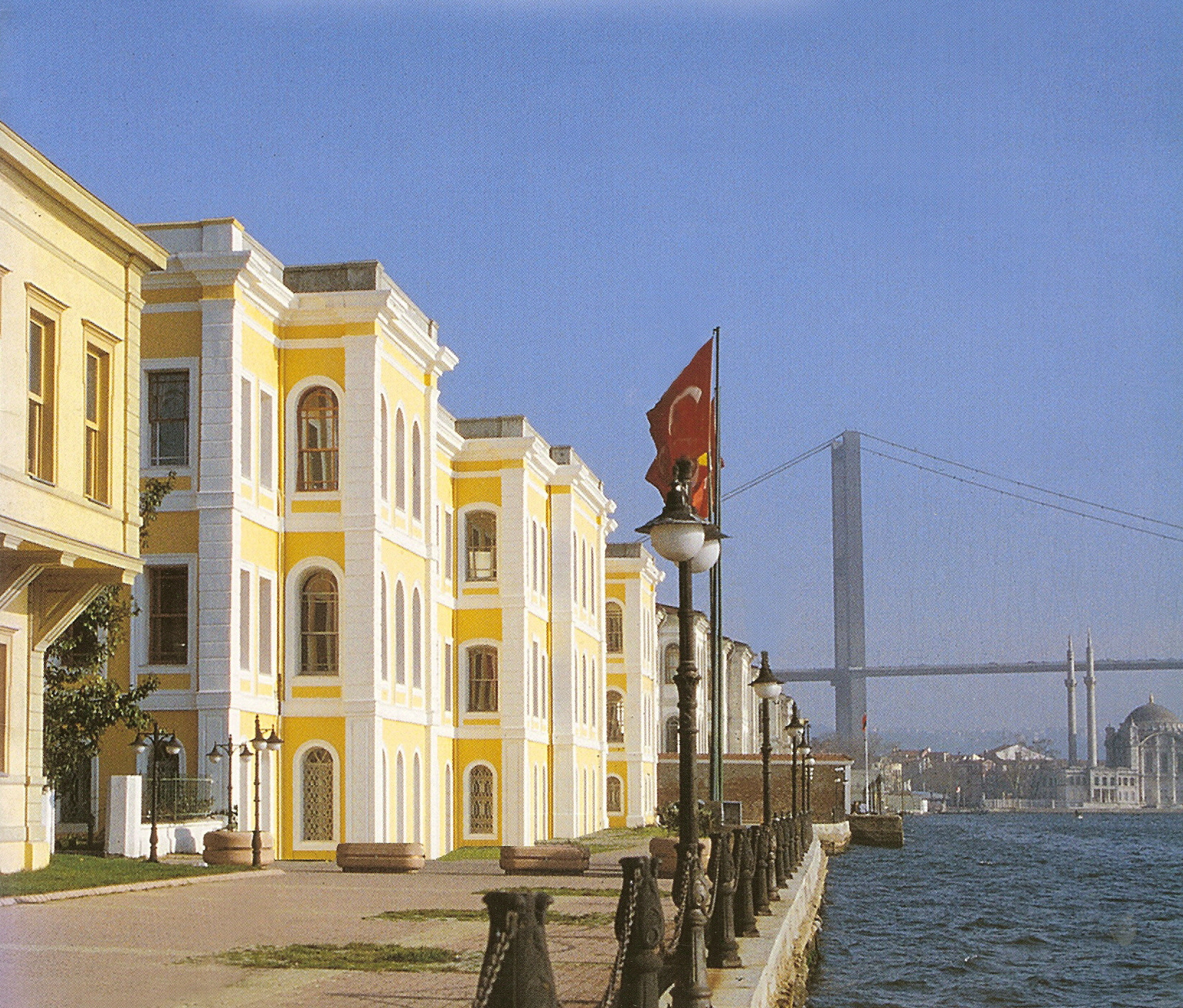
Галатасарайский университет в Стамбуле

Галатасарайский университет (тур. Galatasaray Üniversitesi) — высшее государственное учебное заведение. Расположен в районе Бешикташ в Стамбуле.
Галатасарайский университет был создан в 1992 году на основе образованной ещё в 1481 году при султане Баязиде II придворной элитной школы Эндерун, с которой он ныне образует единый учебный комплекс. Расположен в стамбульском районе Бешикташ, на европейской стороне Босфора. Университет является членом организации Сеть балканских университетов. Его ректор — Эфем Толга. В университете заняты около 200 преподавателей и обучаются около 2500 студентов (на 2009 год).

## Факультеты и институты
В состав Галатасарайского университета в настоящее время входят 5 факультетов и 2 института:
- Факультет экономики и управления
- Юридический факультет
- Факультет массовых коммуникаций
- Инженерно-технологический факультет
- Факультет искусств и наук
- Институт социальных наук
- Институт наук и инженерии